# Gymnosporia masindei
Gymnosporia masindei är en benvedsväxtart som först beskrevs av Roy Gereau, och fick sitt nu gällande namn av Jordaan. Gymnosporia masindei ingår i släktet Gymnosporia och familjen Celastraceae. Inga underarter finns listade.